# Lemuraea (Bulbophyllum)
Lemuraea es una sección del género Bulbophyllum perteneciente a la familia de las orquídeas.
Se caracterizan por  ser pequeñas plantas bifoliadas, por lo general bien con los pseudobulbos espaciados en los rizomas florecen con una inflorescencias rígidas, carnosas, en raquis generalmente cortos y en ángulo, con  5 a 15 flores que tienen los sépalos libres, un labio no ciliado y corta stellida.

## Especies
1. Bulbophyllum nutans (Thouars) Thouars 1822
2. Bulbophyllum sp. Madagascar